# Nekrolog 1289
Nekrolog
◄◄
| ◄
| 1285
| 1286
| 1287
| 1288
| 1289 | 1290 | 1291 | 1292 | 1293 | ► | ►►
Weitere Ereignisse | Allgemeiner Nekrolog 1289
Die Beschreibung der verstorbenen Person sollte so kurz wie möglich gehalten sein und nur deren signifikante Tätigkeit(en) enthalten.
Neue Namen ggf. auch unter dem Geburts- und Sterbedatum, also etwa unter 1. Januar und im Geburts- und Sterbejahr (2024) eintragen (nur bei entsprechender großer Wichtigkeit). Für Beispiele siehe die schon vorhandenen Artikel.
Außerdem über die fünf zuletzt Verstorbenen, zu denen es einen ausreichend guten Artikel für eine Präsentation auf der Hauptseite gibt, nach der todesbedingten Überarbeitung der Artikel ggf. auch unter Wikipedia Diskussion:Hauptseite informieren und sie am besten auch in den anderen Wikipedia-Sprachversionen eintragen. Tipp: Regelmäßig bei news.google.de nach „ist tot“, „gestorben“ oder „verstorben“ suchen.
Wenn eine Person gestorben ist, gibt es viele Seiten zu dieser Person in der Wikipedia, die davon auch betroffen sind und entsprechend aktualisiert werden müssen. Beispiele: Namenübersichtsseite, Geburtsjahr, Geburtsort-Seiten und viele mehr.
Wie finde ich die betroffenen Seiten?
Im Suchfeld auf der linken Seite gibt man den Suchbegriff so ein: „Vorname Nachname“. Dann klickt man auf Volltext und alle Seiten mit entsprechendem Suchtext werden aufgerufen. Hier sieht man dann schnell, wo auch das Todesjahr Sinn macht oder sogar ein Teil des Artikels angepasst werden muss. Auch hilft das „Werkzeug“ auf der linken Seite sehr gut, um solche Seiten aufzufinden: „Links auf diese Seite“. Somit ist die Wikipedia wieder aktuell in allen Bereichen! Hinweis: bei Eintragung der Kategorie „Gestorben JAHR“ wird der Missbrauchsfilter 49 ausgelöst, was jedoch nicht schlimm ist. Siehe: Spezial:Missbrauchsfilter/49
Dies ist eine Liste von im Jahr 1289 verstorbenen bekannten Persönlichkeiten. Die Einträge erfolgen innerhalb der einzelnen Daten alphabetisch sortiert. Tiere sind im Nekrolog für Tiere zu finden.

## Januar
| Tag    | Name       | Beruf, bekannt als          | Alter | Beleg |
| ------ | ---------- | --------------------------- | ----- | ----- |
| Januar | Gerlach I. | Herr zu Limburg an der Lahn |       |       |

## Februar
| Tag         | Name          | Beruf, bekannt als                       | Alter | Beleg |
| ----------- | ------------- | ---------------------------------------- | ----- | ----- |
| 10. Februar | John de Vescy | englischer Adliger, Militär und Diplomat | 44    |       |
| 26. Februar | Primislaus I. | Herzog von Glogau, Sprottau und Steinau  |       |       |

## März
| Tag      | Name                             | Beruf, bekannt als                            | Alter | Beleg |
| -------- | -------------------------------- | --------------------------------------------- | ----- | ----- |
| 10. März | Maud de Lacy                     | englische Adlige                              |       |       |
| 12. März | Dimitri II. der Selbstaufopferer | georgischer König                             |       |       |
| 12. März | Guido II.                        | Graf von Saint-Pol                            |       |       |
| 19. März | Johannes von Parma               | achter Generalminister des Franziskanerordens |       |       |
| März     | Ugolino della Gherardesca        | italienischer Adeliger                        |       |       |

## April
| Tag      | Name                | Beruf, bekannt als                                     | Alter | Beleg |
| -------- | ------------------- | ------------------------------------------------------ | ----- | ----- |
| 6. April | Ludolf von Schladen | Bischof zu Halberstadt, Weihbischof im Bistum Schwerin |       |       |

## Mai
| Tag     | Name         | Beruf, bekannt als  | Alter | Beleg |
| ------- | ------------ | ------------------- | ----- | ----- |
| 24. Mai | Friedrich V. | Graf von Zollern    |       |       |
| 27. Mai | Johann III.  | Herr zu Mecklenburg |       |       |

## Juli
| Tag      | Name                    | Beruf, bekannt als | Alter | Beleg |
| -------- | ----------------------- | ------------------ | ----- | ----- |
| 31. Juli | Heinrich II. von Trient | Bischof von Trient |       |       |

## August
| Tag        | Name                         | Beruf, bekannt als                | Alter | Beleg |
| ---------- | ---------------------------- | --------------------------------- | ----- | ----- |
| 1. August  | Heinrich I.                  | Graf von Sponheim                 |       |       |
| 24. August | Patrick III., Earl of Dunbar | schottischer Grundherr und Regent |       |       |

## September
| Tag           | Name                    | Beruf, bekannt als  | Alter | Beleg |
| ------------- | ----------------------- | ------------------- | ----- | ----- |
| 10. September | Duncan, 8. Earl of Fife | schottischer Magnat |       |       |

## November
| Tag         | Name             | Beruf, bekannt als | Alter | Beleg |
| ----------- | ---------------- | ------------------ | ----- | ----- |
| 2. November | Giovanni Dandolo | Doge von Venedig   |       |       |

## Dezember
| Tag          | Name      | Beruf, bekannt als                                        | Alter | Beleg |
| ------------ | --------- | --------------------------------------------------------- | ----- | ----- |
| 11. Dezember | Wilburgis | Klausnerin, Mystikerin und Selige der katholischen Kirche |       |       |

## Datum unbekannt
| Tag | Name                               | Beruf, bekannt als                                              | Alter | Beleg |
| --- | ---------------------------------- | --------------------------------------------------------------- | ----- | ----- |
|     | Theobald von Bethsan               | Ritter in der Grafschaft Tripolis                               |       |       |
|     | Alexander Comyn, 6. Earl of Buchan | schottischer Adeliger und Regent                                |       |       |
|     | Jechiel ben Jekutiel Anaw          | rabbinischer Autor                                              |       |       |
|     | Gottfried von Bilstein             | Abt des Klosters Grafschaft (1272–1289)                         |       |       |
|     | Hugh Douglas of Douglas            | schottischer Adliger                                            |       |       |
|     | Gruffydd Fychan                    | Lord von Powys (Wales)                                          |       |       |
|     | Hermann von Gleichen               | Bischof von Cammin                                              |       |       |
|     | Il-yeon                            | koreanischer buddhistischer Mönch, Gelehrter und Schriftsteller |       |       |
|     | Ippen                              | japanischer Priester                                            |       |       |
|     | Leon III.                          | König von Kleinarmenien (1270–1289)                             |       |       |
|     | Masud Beg                          | mongolischer Statthalter in Mittelasien                         |       |       |
|     | Airas Nunes                        | spanischer Kleriker und Troubadour                              |       |       |
|     | Petrus von Dacien                  | schwedischer Dominikaner und Mystiker                           |       |       |
|     | Poppo II.                          | Benediktiner und Abt der Abtei Niederaltaich                    |       |       |
|     | Xie Fangde                         | Literat der Zeit der Südlichen Song-Dynastie                    |       |       |